# Szezám utca
A Szezám utca (eredeti cím: Sesame Street) népszerű amerikai bábfilmsorozat, amelyet Joan Ganz Cooney és Lloyd Morrisett készített. A műsor az egyik leghosszabb ideje futó, gyerekeknek szóló program, hiszen már 1969. november 10. óta adásban van. Ez a show egyben a népszerű Muppets-ekhez tartozik. A sorozat a kis- és növésben lévő gyermekeket tanítja meg az alapműveletekre, például számolás, írás-olvasás, mindezt humoros formában és a popkultúra elemeivel vegyítve. Népszerű műsorokat is kiparodizáltak már a show keretein belül, pl. A stúdió, Homeland – A belső ellenség, Kemény motorosok stb.

## Szereplők
- Bert és Ernie
- Nagy madár (Big Bird)
- Elmo
- Grover
- Süti szörny (Cookie Monster)
- Abby a tündér (Abby the Fairy)
- Zoe

és még sokan.

## Fogadtatás
A Szezám utca hosszú pályafutása alatt sok más karakter is szerepelt, némelyik vendégszerepben, némelyik később alap-szereplővé vált. Elmo és Grover később megkapták saját műsoraikat (Elmo világa, Grover meg egy utazós műsort kapott Világjáró Grover címmel). Bertnek és Ernie-nek külön blokkja volt a sorozaton belül, és Abby-nek is.
A Szezám utca máig fut az egész világon, óriási sikerrel. Amerikában 1969. november 10-e óta vetíti a PBS (Public Broadcasting Service), jelenleg 50 évada és 4561 epizódja van. 30 perces egy epizód.
A sorozat 2016 elején átkerült az HBO-ra, miközben a PBS továbbra is vetíti a sorozatot. A Szezám utcát 2019-től az HBO streaming szolgáltatása, az HBO Max vetíti. Magyarországon a Minimax vetítette a Szezám utcát és a különböző verzióit is. A siker hatására más országok is lemásolták a műsort, a címet fordították le saját nyelvükre. Vendégszereplőkként különféle hírességek is megjelentek.

## Hivatalos magyar hangok
- Bert – Pálfai Péter
- Ernie – Hajdú Steve
- Nagy madár – Kossuth Gábor
- Süti szörny – Faragó András
- Elmo – Magyar Bálint
- Grover – Seder Gábor
- Zoe – Molnár Ilona
- Prairie Dawn - Csondor Kata